# Môle Saint-Nicolas (kommun)
Môle Saint-Nicolas är en kommun i Haiti.   Den ligger i departementet Nord-Ouest, i den nordvästra delen av landet, 170 km nordväst om huvudstaden Port-au-Prince.